# Squatinella bifurca
Squatinella bifurca is een raderdiertjessoort uit de familie Lepadellidae. De wetenschappelijke naam van deze soort is voor het eerst geldig gepubliceerd in 1886 door Hudson.